# Panezio (cavallo)
(Andrea Degortes detto Aceto.)
Panezio è stato un cavallo dal manto baio. Con i suoi otto successi è, insieme con Folco, il bàrbero più vittorioso nel XX secolo al Palio di Siena.
Dopo lo stesso Folco, è il cavallo che avuto la carriera più lunga: 13 anni con 20 Palii corsi (Folco corse lo stesso numero di Palii, ma in 20 anni).

## Carriera

### Esordio
Panezio fa il suo esordio al Palio di Siena il 2 luglio 1972, correndo per l'Oca montato da Lazzero Beligni detto Giove. La corsa non è felice, poiché Giove cade già alla prima curva del Casato, lasciando Panezio scosso. In agosto corre per il Nicchio, montato da Donato Tamburelli detto Rondone; anche in quest'occasione non brilla. Al Palio straordinario del 17 settembre 1972, montato da Leonardo Viti detto Canapino per il Bruco, Panezio rimane scosso già dopo la prima curva di san Martino. Canapino infatti finisce per ostacolarsi con Costiero Ducci detto Aramis, fantino dell'Oca, cadendo alla prima curva anche per via del tufo rimasto umido dopo le giornate piovose dei giorni antecedenti al Palio.

### Il "cappotto"
Il 1973 è già l'anno della consacrazione. Panezio vince in luglio ed in agosto, centrando il proprio cappotto. In luglio è montato da Rosario Pecoraro detto Tristezza, per la Lupa: il cavallo è in gran forma e, spinto dal fantino siciliano, riesce a superare Mirabella del Drago al terzo giro di Piazza davanti al Palco delle Comparse, mantenendo la traiettoria esterna. In agosto inizia quella che è stata definita la "dittatura di Panezio" al Palio dell'Assunta: sei delle sue future sette vittorie cadranno appunto in agosto. Panezio corre per l'Aquila montato da Adolfo Manzi detto Ercolino, la mossa è lunghissima e si finisce per correre quasi al buio. Nonostante un allineamento non dei migliori, l'Aquila parte nettamente in testa e già a San Martino il vantaggio è notevole. Ercolino rischia di cadere al primo Casato, ma riesce a mantenere la testa; non è altrettanto fortunato al terzo San Martino, dove cade rovinosamente urtando il colonnino. Panezio rimane scosso, tallonato da Marco Polo, scosso della Torre. Si fa sotto anche Orbello della Chiocciola, montato da Rondone. L'arrivo è in volata, e viene ufficializzato dopo ben trenta minuti: la vittoria è di Panezio.

### Panezio eAceto
Il 2 luglio 1974 rimane scosso già dopo la prima curva del Casato, a causa della caduta del fantino Bazza; nonostante ciò, riesce a portarsi in testa per un attimo, venendo presto superato dall'Oca con Aceto. Questo Palio di Provenzano è l'unica pausa che Panezio si concede dalle vittorie: dopo il cappotto dell'anno precedente, si ripete consecutivamente nell'agosto del 1974, del 1975 e del 1976 (Panezio non prese parte ai Palii di luglio). Riesce pertanto a collezionare una sequenza di cinque vittorie in sei Palii. Le tre vittorie consecutive vedono Panezio montato da Andrea Degortes detto Aceto: i due formano un'accoppiata invincibile, che fa la fortuna rispettivamente di Selva, Chiocciola e Civetta.
Nel 1974, nonostante una "mossa" caotica, Panezio e Aceto prendono la testa già al primo San Martino: alla prima curva del Casato il vantaggio della Selva è già considerevole. L'accoppiata viene rimontata nel finale dall'Onda con Adolfo Manzi detto Ercolino, tuttavia Aceto riesce a controllare agevolmente l'attacco, concludendo in testa il Palio.
Nel 1975 Panezio finisce alla Chiocciola, venendo seguito ancora una volta da Aceto. I due partono di rincorsa (in seguito all'apertura di una seconda busta per la mossa), riuscendo a portarsi al terzo posto già a San Martino; davanti conducono il Montone (con Leonardo Viti detto Canapino) seguito dal Bruco (con Adolfo Manzi detto Ercolino). Al terzo Casato il Bruco tenta il tutto per tutto, provando il sorpasso all'interno. La manovra non va a buon fine, e l'ostacolarsi reciproco permette il sorpasso di Panezio e Aceto, che pertanto vincono ancora una volta il Palio.
Nel Palio dell'Assunta del 1976 (corso il 18 agosto per pioggia) la coppia Aceto-Panezio porta gioia alla Contrada Priora della Civetta. I due sono di rincorsa, come nell'agosto dell'anno precedente; la rivale Leocorno è al nono posto, proprio d'ostacolo alla Civetta: dopo il primo giro Aceto e Panezio sono intruppati nel gruppo con le altre Contrade. Ma al secondo San Martino esce di scena lo scosso della Tartuca (che si trovava in testa), stessa sorte per Leocorno e Selva. In testa ci va il Bruco con Marasma: il fantino laziale però cade, lasciando il proprio cavallo Rimini scosso. All'ultimo San Martino proprio Rimini non curva e si dirige invece verso il "Chiasso Largo", e per l'accoppiata della Civetta, che seguiva in rimonta, la vittoria è un gioco da ragazzi. Per la Civetta si tratta della prima vittoria dopo sedici anni di attesa. Per Panezio è il quinto successo su nove Palii disputati.

### La flessione
A fine anni settanta Panezio si trova ad affrontare un periodo di flessione. Nel 1977 capita in sorte alla Giraffa in luglio, e all'Aquila in agosto. Il 2 luglio la Contrada di Provenzano lo affida alla monta del giovane fantino Loris Almi detto Galletto; l'accoppiata però si ritrova bloccata nel gruppo con le altre Contrade, mentre lo scosso Quebel centra il successo per il Montone. Il 16 agosto Panezio viene montato da Pier Camillo Pinelli detto Spillo. Nel Palio che vede il quarto successo consecutivo in agosto di Aceto su Rimini, Panezio rende fin troppo al di sotto delle sue reali potenzialità, chiudendo nelle retrovie.
Nei due anni successivi Panezio corre un solo Palio per anno, in entrambi in casi per la Contrada del Leocorno, montato dal fantino viterbese Elio Tordini detto Liscio. Il 16 agosto 1978 è il giorno in cui sono presenti al canape tutti i cavalli più ambiti dalle contrade: oltre a Panezio figurano infatti Quebel, Rimini e Urbino. La "mossa" è estenuante, e si finisce per partire quasi al buio; in testa vola subito Urbino, che mantiene la posizione fino alla fine. Panezio non riesce a recuperare il terreno perso in partenza, e chiude alle spalle dello stesso Urbino (montato da Cianchino per la Pantera) e di Saputello (montato da Bastiano per il Nicchio).
Panezio ritorna in Piazza del Campo il 4 luglio 1979 (si corre il 4 causa rinvio per pioggia); nonostante l'assenza di Urbino, Panezio si trova a dover fronteggiare ancora una volta Quebel e Rimini. La corsa è emozionante e al tempo stesso drammatica, a causa della morte di due cavalli (Zirbo e Zurigo). Nonostante una buona partenza, Panezio deve arrendersi (da scosso) a Quebel ed al suo fantino Francesco Congiu detto Tremoto, che regalano la vittoria alla Civetta.

### Ancora vittorie
Panezio torna a correre il 7 settembre 1980, in occasione del Palio straordinario per il VI centenario della morte di Santa Caterina da Siena. Estratto a sorte per la Contrada della Selva, viene montato da Silvano Vigni detto Bastiano. Il dominio di Panezio è assoluto già dalla prima curva di San Martino, la sua corsa è lineare e precisa: per la Selva è già la decima vittoria dal dopoguerra.
Il 2 luglio 1981 si ricompone l'accoppiata vincente del 1975: Panezio e Aceto corrono per la Contrada della Chiocciola; come sei anni prima partono di rincorsa. La "magia" non si ripete: la vittoria va all'Aquila con Bastiano su Rimini. Per Panezio e Aceto c'è poco da fare: partono indietro e il tentativo di rimonta si rivela inutile; l'accoppiata chiude al terzo posto.
Esattamente un anno dopo, la scena alla "mossa" è identica: Panezio e Aceto partono di rincorsa, ma con i colori della Selva. I due partono bene e grazie ad un'ottima progressione si ritrovano secondi. Tuttavia alla seconda curva del Casato Aceto gira largo, viene raggiunto dalle Contrade inseguitrici e resta bloccato nel gruppo. La vittoria va al Montone, grazie a Giuseppe Pes detto Il Pesse su Cuana.
La carriera di Panezio sembra ormai in declino, ma i frettolosi giudizi vengono ribaltati dopo il Palio del 16 agosto 1982. La sua monta viene affidata a Massimo Alessandri detto Bazzino, per la Contrada della Chiocciola. Panezio scatta bene e dopo il primo San Martino è già davanti; Bazzino riesce a tenere la testa agevolmente fino al terzo San Martino, quando viene raggiunto ed attaccato dal Montone (Il Pesse su Arlem). La difesa di Bazzino ha la meglio: per Panezio è la seconda vittoria nella Chiocciola, la settima in assoluto, ma non è  ancora l'ultima della sua carriera.
Nel 1983 Panezio viene estratto per la Giraffa in occasione di entrambi i Palii, venendo montato da Antonello Casula detto Moretto. Il 3 luglio Panezio riesce a scattare discretamente, ritrovandosi però solamente al quarto posto. La sua corsa è all'inseguimento di Bruco e Leocorno; il distacco diviene però troppo ampio, e a nulla vale la disperata rimonta: a vincere è Benito, lo scosso del Leocorno.

### Fine carriera
Il 16 agosto 1983 Panezio vince per l'ultima volta. Il Palio non è dei più semplici, causa la presenza alla "mossa" delle rivali Tartuca-Chiocciola e Istrice-Lupa (di rincorsa). Alla partenza l'allineamento è dei peggiori, ma nonostante ciò la partenza viene considerata valida. Panezio ne approfitta per scattare in testa e dominare la corsa: l'unico pericolo che deve affrontare è costituito dai sei cavalli scossi rimasti sul tufo. Per Panezio si tratta dell'ottava vittoria, alla non più verde età di quindici anni.
L'ultima corsa in Piazza del Campo di Panezio è datata 2 luglio 1984, nel Palio vinto dall'Oca grazie al fantino Aceto.A Panezio, amatissimo a Siena, Canapino ha dedicato un pensiero nel libro I trenta assassini (a cura di Marco Delogu e Massimo Reale), relativo proprio al momento in cui l'animale, ormai vecchio, spirò fra le braccia di Canapino: «Panezio appoggiò il muso sulle mie cosce, fece un sospiro come per dire "Mi dispiace amico mio, me ne vado" e morì». Dopo la morte è stato sepolto ad Asciano, presso la scuderia del proprio allenatore Leonardo Viti detto Canapino.

## Statistiche
Le vittorie sono evidenziate ed indicate in neretto.
| Palio             | Contrada     | Fantino                                |
| ----------------- | ------------ | -------------------------------------- |
| 2 luglio 1972     | Oca          | Lazzero Beligni detto Giove (scosso)   |
| 16 agosto 1972    | Nicchio      | Donato Tamburelli detto Rondone        |
| 17 settembre 1972 | Bruco        | Leonardo Viti detto Canapino (scosso)  |
| 2 luglio 1973     | Lupa         | Rosario Pecoraro detto Tristezza       |
| 16 agosto 1973    | Aquila       | Adolfo Manzi detto Ercolino (scosso)   |
| 2 luglio 1974     | Leocorno     | Eletto Alessandri detto Bazza (scosso) |
| 16 agosto 1974    | Selva        | Andrea Degortes detto Aceto            |
| 16 agosto 1975    | Chiocciola   | Andrea Degortes detto Aceto            |
| 16 agosto 1976    | Civetta      | Andrea Degortes detto Aceto            |
| 2 luglio 1977     | Giraffa      | Loris Almi detto Galletto              |
| 16 agosto 1977    | Aquila       | Pier Camillo Pinelli detto Spillo      |
| 16 agosto 1978    | Leocorno     | Elio Tordini detto Liscio              |
| 4 luglio 1979     | Leocorno     | Elio Tordini detto Liscio (scosso)     |
| 7 settembre 1980  | Selva        | Silvano Vigni detto Bastiano           |
| 2 luglio 1981     | Chiocciola   | Andrea Degortes detto Aceto            |
| 2 luglio 1982     | Selva        | Andrea Degortes detto Aceto            |
| 16 agosto 1982    | Chiocciola   | Massimo Alessandri detto Bazzino       |
| 2 luglio 1983     | Giraffa      | Antonello Casula detto Moretto         |
| 16 agosto 1983    | Giraffa      | Antonello Casula detto Moretto         |
| 2 luglio 1984     | Valdimontone | Silvano Vigni detto Bastiano           |